# Средња стручна и техничка школа Градишка
Средња стручна и техничка школа једна је од средњих школа у Градишци. Налази се у улици Видовданска бб.

## Историјат
Средња стручна и техничка школа Градишка под тим називом постоји од 1993. године, али баштини дугу традицију од 1945. као насљедница Домаћинске школе која је тада настала и постојала до 1993. Министарство просвјете и културе Републике Српске је за школску 2023—2024. годину одобрило упис у први разред у оквиру струка Економија, право и трговина – Царински техничар и Пословно–правни техничар са двадесет и четири ученик, Здравство – Медицински и Фармацеутски техничар са двадесет и четири ученик, Текстилство и кожарство – Дизајнер модни техничар са двадесет и четири ученик и Угоститељство и туризам – Кувар–конобар са комбинованим одјељењем од двадесет и четири ученик. Поред редовне наставе нуде могућност образовања одраслих са најмање двадесет и четири полазника у струци Текстилство и кожарство – Шивац, Угоститељство и туризам – Конобар, Угоститељство и туризам – Помоћни кувар и Остале дјелатности – Фризер. Развојна агенција Градишка (РАГА) је 2024. године израдила пројекат за који је „Регионални челенџ фонд” одобрио бесповратна средства у износу од 741.000 конвертабилних марака. Пројектом је планирано рушење старог објекта ресторана школе и изградња и опремање новог, као и учионица практичне наставе са најсавременијом опремом за угоститељство и текстилну индустрију.